# Epthianura albifrons
Epthianura albifrons là một loài chim trong họ Meliphagidae.

## Hình ảnh

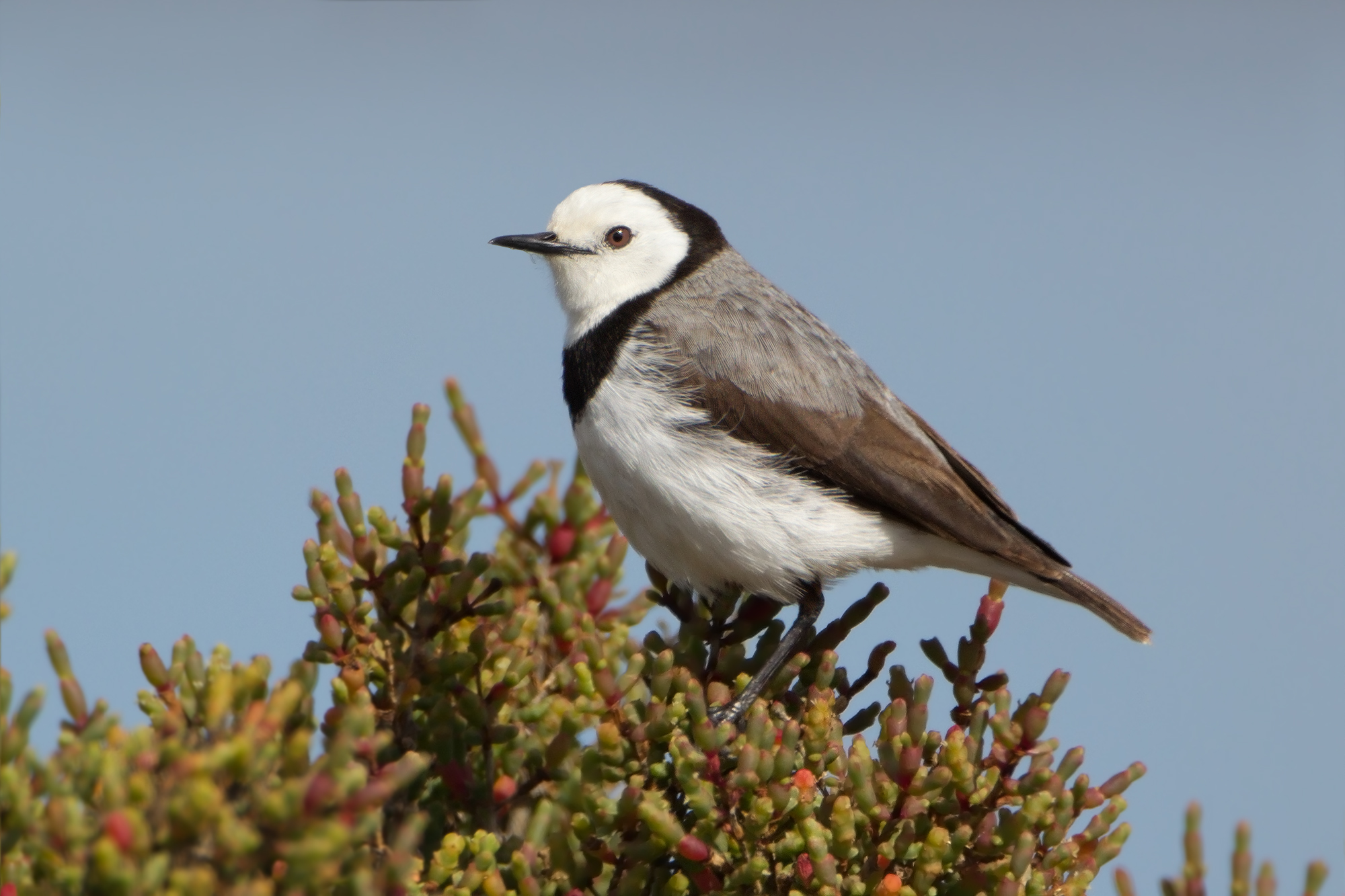
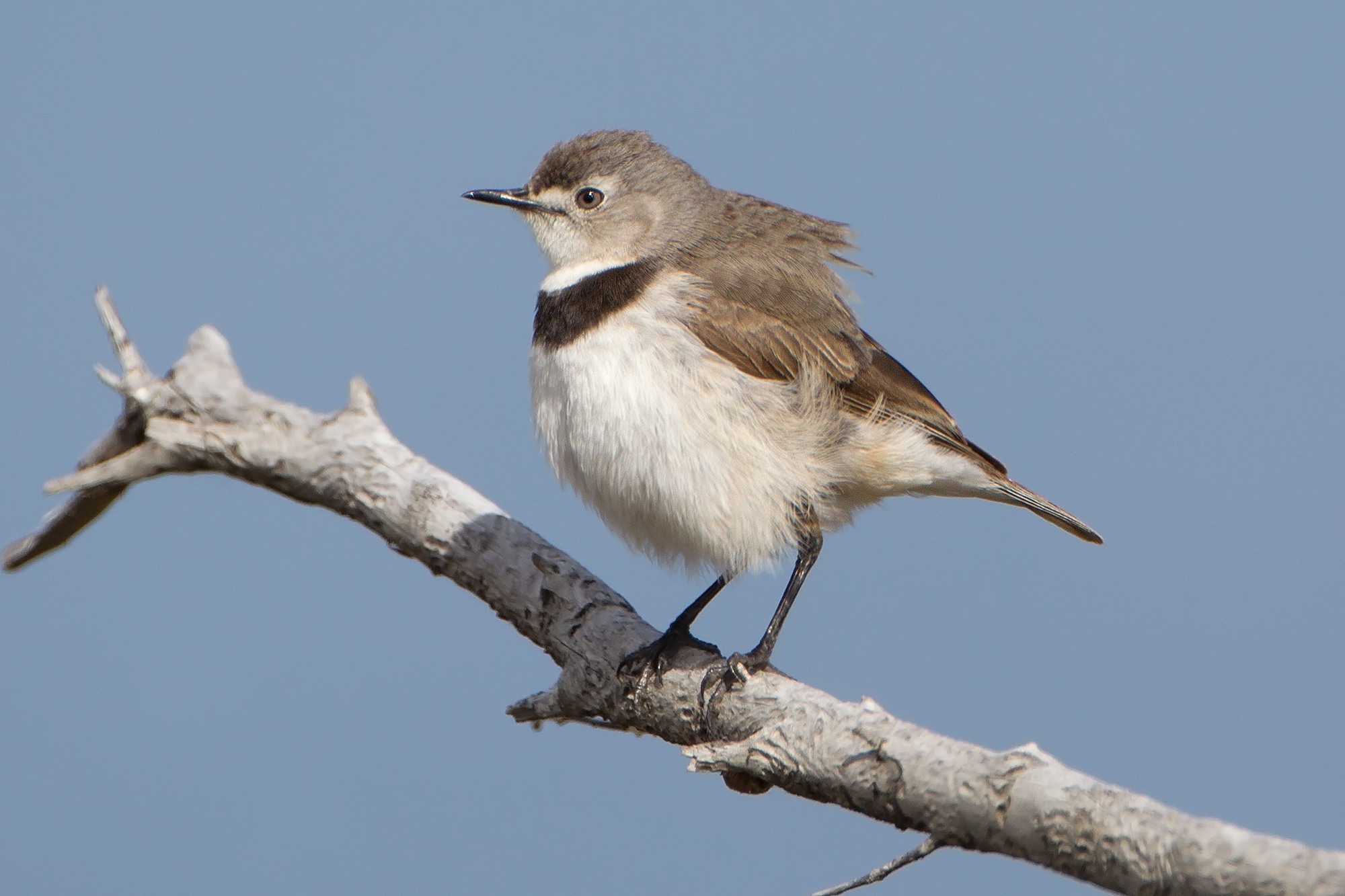
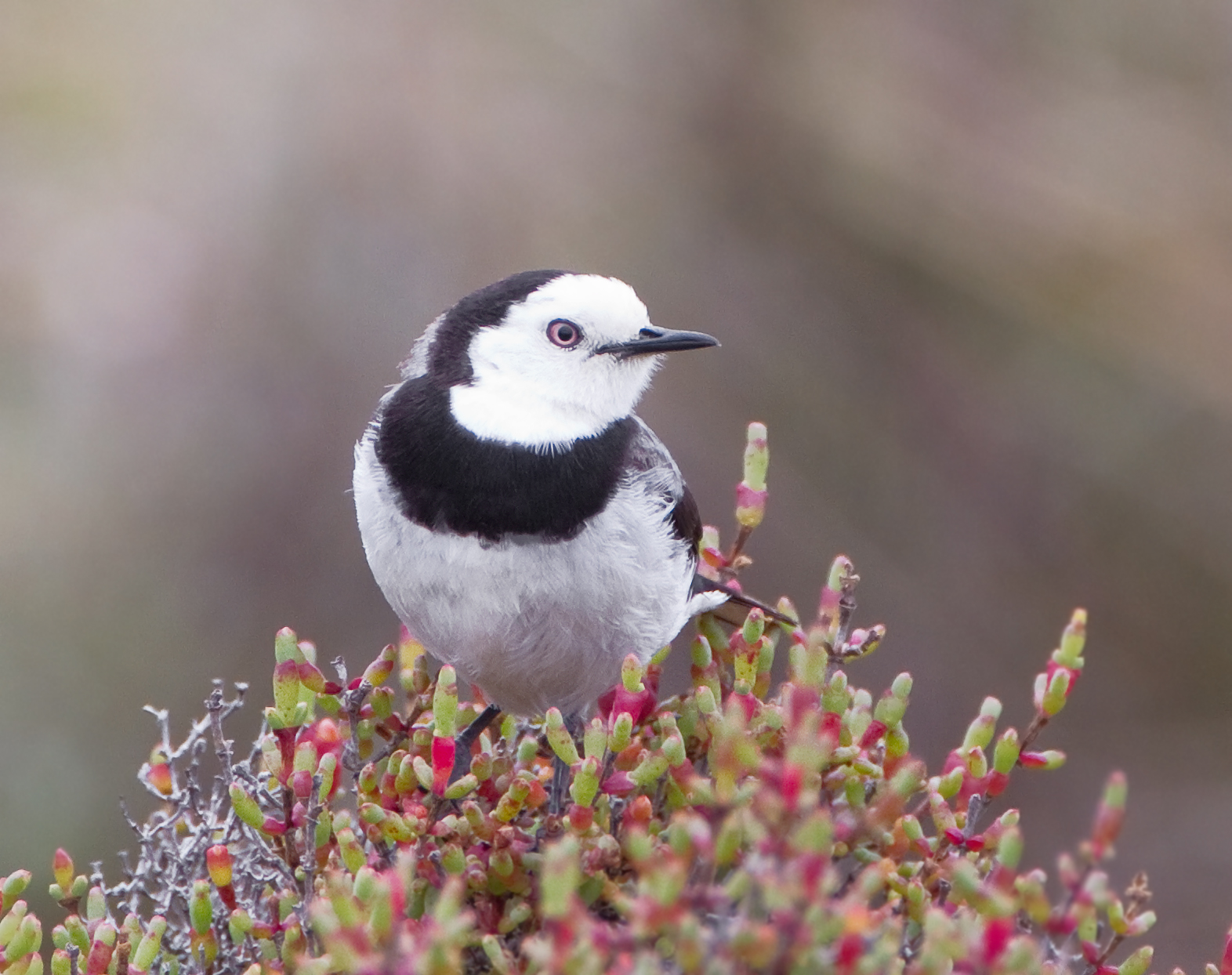